# 汪萍
汪萍（Wong Ping，1949年10月1日—），是1970年代邵氏當紅電影明星。

## 生平
汪萍原本是浙江绍興人，父母早年前往台灣，她也是在台灣高雄出生、台北成長。
1968年，學生時代她曾参加台灣中影製片廠的演員招募考試，並且順利考上。但在中影，她並沒有機會拍攝任何一部電影。就在1969年4月，在台灣發展不順遂的她踏上了赴港的旅程，
1969年，加入邵氏公司，首部作品是井上梅次的《遺產五億圓》，而成名作即是張徹導演執導的《小煞星》，與當時兩大巨星狄龍、姜大衛合作，結果一鳴驚人，留下深刻印象，亦為在眾邵氏女星中，奠定穩固基礎。

她亦有其他作品，如《報仇》、《龍虎鬥》等，皆以嬌羞少女形象示人；其後她在《大決鬥》、《金印仇》、《火併》中一改形象，轉型女性武打演員。
1973年，與邵氏約滿後返回台灣，繼續電影的演出。1982年在李翰祥的遊說下再度到香港為邵氏拍攝《武松》一片，飾演潘金蓮一角，其性感形象大受影評及觀眾的好評，並憑藉此片獲第19屆金馬獎最佳女主角獎。
而《武松》是汪萍的最後一部電影，即是息影之作。就在演完《武松》不久後便嫁做人婦。
2003年，回台參加第四十屆金馬獎，與谷峰共同頒發「最佳視覺特效獎」、「最佳改編劇本」。

## 電影
- 遗產五億圓（1970年）
- 小煞星（1970年）
- 龍虎鬥（1970年）
- 報仇（1970年）
- 大決鬥（1971年）
- 萬箭穿心（1971年）
- 火拼（1971年）
- 金印仇（1971年）
- 群英会（1972年）
- 黑灵官（1972年）
- 十四女英豪（1972年）
- 大殺手（1972年）
- 天下第一拳（1972年）
- 黃金賭客（1973年）
- 野虎（1973年）
- 女蛟龙（1973年）
- 狂风暴雨（1973年）
- 山东大姐（1973年）
- 大三元（1974年）
- 花花公子（1974年）
- 龙潭虎穴（1974年）
- 朱门怨（1974年）
- 缘帽唔怕戴（1975年）
- 一帘幽梦（1975年）
- 嬉笑怒骂（1975年）
- 避孕大全（1975年）
- 吃人井（1975年）
- 龍虎風（1976年）
- 騙財騙色（1976年）
- 唐山弟子（1976年）
- 飘香劍雨（1977年）
- 南北双侠（1977年）
- 刀剑霸王拳（1977年）
- 飛渡卷云山（1978年）
- 脸谱（1978年）
- 古剑英魂（1978年）
- 碧血洗银枪（1979年）
- 黑鹰的古刀（1981年）
- 武松（1982年）

## 榮獲獎項
- 第19屆金馬獎『最佳劇情片女主角獎』